# Darkness Tour
Darkness Tour è il nome con cui è generalmente conosciuta la tournée intrapresa dal cantautore statunitense Bruce Springsteen con la E Street Band nel 1978 in concomitanza con la pubblicazione dell'album Darkness on the Edge of Town. Ad essa ci si riferisce anche come Darkness on the Edge of Town Tour o semplicemente 1978 Tour.

## Itinerario
Anticipato da alcune prove generali al Paramount Theater di Asbury Park, il tour iniziò il 23 maggio a Buffalo, pochi giorni prima dell'uscita dell'album Darkness on the Edge of Town avvenuta il 2 giugno, e proseguì fino al 1º gennaio 1979 dopo 115 concerti tenutisi prevalentemente in sale da concerto e teatri, attraversando più volte gli Stati Uniti da est a ovest con alcune escursioni in Canada.
Springsteen aveva sempre preferito evitare concerti in locali di grandi dimensioni, per il timore di perdere il contatto col pubblico, ma la grande richiesta di biglietti e le necessità economiche legate alla lunga causa col suo vecchio manager Mike Appel da poco conclusa lo costrinsero a accettare per la prima volta esibizioni in alcuni grandi palazzetti sportivi come il Madison Square Garden di New York, il Forum di Inglewood, il Garden di Boston e lo Spectrum di Filadelfia.

## Lo spettacolo
Con un repertorio in crescita grazie alle canzoni del nuovo disco, oltre a quelle scartate o donate ad altri artisti, la durata dei concerti del tour del 1978 aumentò visibilmente fino a raggiungere le tre ore, tanto che Springsteen decise di introdurre la novità di una pausa a metà dell'esibizione.
Venivano tipicamente suonate dalle 21 alle 25 canzoni a sera. L'apertura era di norma Badlands, la stessa canzone che apriva il nuovo album, seguita da altre canzoni dello stesso disco inframezzate da Spirit in the Night. Durante questa canzone il cantautore scendeva dal palco e cantava immerso nella folla delle prime file insieme a Clarence Clemons chiamando il pubblico ad accompagnarlo nel ritornello.
Pezzo forte della prima parte era la lunghissima versione di Prove It All Night, brano pubblicato senza grande successo come primo singolo tratto da Darkness on the Edge of Town nel maggio del 1978. La canzone, che si dilatava oltre sette minuti, ma che verso la fine del tour arrivò a superare i dieci, iniziava con una lunga introduzione di Roy Bittan al pianoforte e un assolo di chitarra di Springsteen in un crescendo fino all'attacco del riff iniziale; la coda della canzone, sempre con uno scatenato assolo chitarristico sopra le note dell'organo di Dan Federici, era molto allungata rispetto alla versione originale. Prove It All Night, che nella versione in studio era stata definita dal critico musicale Dave Marsh «sottile come un volantino», acquistò nelle esibizioni dal vivo un carattere potente e esplosivo e, con la diffusione delle registrazioni non ufficiali dei concerti, divenne uno dei pezzi preferiti dagli appassionati di Springsteen.
Seguiva un momento più calmo con Racing in the Street collegata senza soluzione di continuità dal pianoforte di Bittan a Thunder Road. La fine della prima parte era normalmente affidata a Jungleland, mentre la seconda si apriva di norma con Paradise di the "C", un rhythm and blues strumentale dominato dal sassofono di Clemons. La conclusione era affidata alla divertente Rosalita (Come Out Tonight) durante la quale Springsteen presentava con grande enfasi i membri della E Street Band.
Growin' Up (letteralmente "crescere", "diventare adulti") era interrotta da un monolgo comico durante il quale Springsteen raccontava delle storie, apparentemente autobiografiche e dedicate alla sua adolescenza, delle quali erano spesso protagonisti i suoi genitori e nelle quali coinvolgeva gli amici "Miami" Steve Van Zandt e Clarence "Big Man" Clemons. Uno dei temi preferiti dal cantautore era quello della «stramaledetta chitarra» («goddamned guitar» nell'originale).
Springsteen proseguiva raccontando di come il padre non sopportasse il suono della «stramaledetta chitarra» e fosse arrivato ad affumicare la stanza dove il giovane Bruce si esercitava attraverso un condotto di aerazione collegato allo scarico della stufa della cucina, costringendolo a rifugiarsi in soffitta per continuare a suonare in pace. Il padre gli consigliava di intraprendere la carriera di avvocato piuttosto che perdere tempo con la chitarra e la madre quella di scrittore. Il protagonista, non convinto a lasciar perdere con la musica in favore di una occupazione più sicura, si rivolgeva per un consiglio prima al prete della sua parrocchia e poi, tramite "Big Man", riusciva a parlare con Dio che gli confidava l'esistenza di un Undicesimo Comandamento:
Altre versioni del monologo riguardavano l'incontro con una zingara oppure con un uomo venuto dallo spazio capaci di esaudire i desideri. Tutte le storie si concludevano allo stesso modo: il desiderio del giovane protagonista e il suo destino erano diventare un rocker. L'incontro tra Springsteen e Clemons con la zingara divenne poi un elaborato sketch durante la tournée di Born in the U.S.A..

## Accoglienza
La tournée del 1978 è considerata una delle più celebri di sempre, paragonata dalla critica a quella di Bob Dylan con la The Band del 1966 o a quelle dei Rolling Stones del 1969 e del 1972 e a quella dei The Who del 1969. Nonostante non abbia raggiunto i livelli di gigantismo e di popolarità degli anni ottanta e degli anni duemila, il Darkness Tour contribuì in modo fondamentale ad accrescere la reputazione di Springsteen come il miglior perfomer del rock di quegli anni.
L'accoglenza del pubblico fu buona nelle città dove Springsteen aveva il maggior seguito, Boston, Filadelfia, New York e in California, ma altrove le vendite dei biglietti non furono soddisfacenti, in particolare nel sud degli Stati Uniti. A Kalamazoo nel Michigan, il risultato fu tale che Springsteen si offrì di rimborsare gli organizzatori per le perdite subite. Secondo Lynn Goldsmith, fotografa del tour e all'epoca fidanzata di Springsteen, anche quando c'era poco più di mezzo locale pieno, il livello delle prestazioni di Springsteen non cambiava mai indipendentemente dalla quantità degli spettatori.

## Concerti
| Data              | Città            | Nazione     | Impianto                                |
| ----------------- | ---------------- | ----------- | --------------------------------------- |
| 23 maggio 1978    | Buffalo          | Stati Uniti | Shea's Performing Arts Center           |
| 24 maggio 1978    | Albany           | Stati Uniti | Palace Theatre                          |
| 26 maggio 1978    | Filadelfia       | Stati Uniti | Spectrum                                |
| 27 maggio 1978    | Filadelfia       | Stati Uniti | Spectrum                                |
| 29 maggio 1978    | Boston           | Stati Uniti | Boston Music Hall                       |
| 30 maggio 1978    | Boston           | Stati Uniti | Boston Music Hall                       |
| 31 maggio 1978    | Boston           | Stati Uniti | Boston Music Hall                       |
| 2 giugno 1978     | Annapolis        | Stati Uniti | Halsey Field House                      |
| 3 giugno 1978     | Uniondale        | Stati Uniti | Nassau Veterans Memorial Coliseum       |
| 5 giugno 1978     | Toledo           | Stati Uniti | Toledo Sports Arena                     |
| 6 giugno 1978     | Indianapolis     | Stati Uniti | Indiana Convention Center               |
| 8 giugno 1978     | Madison          | Stati Uniti | Dane County Memorial Coliseum           |
| 9 giugno 1978     | Milwaukee        | Stati Uniti | MECCA Arena                             |
| 10 giugno 1978    | Bloomington      | Stati Uniti | Metropolitan Sports Center              |
| 13 giugno 1978    | Iowa City        | Stati Uniti | Hancher Auditorium                      |
| 14 giugno 1978    | Omaha            | Stati Uniti | Civic Auditorium Music Hall             |
| 16 giugno 1978    | Kansas City      | Stati Uniti | Memorial Hall                           |
| 17 giugno 1978    | Saint Louis      | Stati Uniti | Kiel Auditorium                         |
| 20 giugno 1978    | Morrison         | Stati Uniti | Red Rocks Amphitheatre                  |
| 23 giugno 1978    | Portland         | Stati Uniti | Paramount Theatre                       |
| 24 giugno 1978    | Portland         | Stati Uniti | Paramount Theatre                       |
| 25 giugno 1978    | Seattle          | Stati Uniti | Paramount Northwest Theatre             |
| 26 giugno 1978    | Vancouver        | Canada      | Queen Elizabeth Theatre                 |
| 29 giugno 1978    | San Jose         | Stati Uniti | San Jose Center for the Performing Arts |
| 30 giugno 1978    | Berkeley         | Stati Uniti | Berkeley Community Theatre              |
| 1 luglio 1978     | Berkeley         | Stati Uniti | Berkeley Community Theatre              |
| 5 luglio 1978     | Inglewood        | Stati Uniti | The Forum                               |
| 7 luglio 1978     | West Hollywood   | Stati Uniti | Roxy Theatre                            |
| 8 luglio 1978     | Phoenix          | Stati Uniti | Veterans Memorial Coliseum              |
| 9 luglio 1978     | San Diego        | Stati Uniti | San Diego Sports Arena                  |
| 12 luglio 1978    | Dallas           | Stati Uniti | Dallas Convention Center Theater        |
| 14 luglio 1978    | San Antonio      | Stati Uniti | Memorial Auditorium                     |
| 15 luglio 1978    | Houston          | Stati Uniti | Sam Houston Coliseum                    |
| 16 luglio 1978    | New Orleans      | Stati Uniti | Municipal Auditorium                    |
| 18 luglio 1978    | Jackson          | Stati Uniti | Jackson Municipal Auditorium            |
| 19 luglio 1978    | Memphis          | Stati Uniti | Dixon-Myers Hall                        |
| 21 luglio 1978    | Nashville        | Stati Uniti | Nashville Municipal Auditorium          |
| 28 luglio 1978    | Miami            | Stati Uniti | Jai Alai Fronton                        |
| 29 luglio 1978    | Saint Petersburg | Stati Uniti | Bayfront Center Arena                   |
| 31 luglio 1978    | Columbia         | Stati Uniti | Township Auditorium                     |
| 1 agosto 1978     | Charleston       | Stati Uniti | Gaillard Municipal Auditorium           |
| 2 agosto 1978     | Charlotte        | Stati Uniti | Charlotte Coliseum                      |
| 4 agosto 1978     | Charleston       | Stati Uniti | Charleston Civic Center                 |
| 5 agosto 1978     | Louisville       | Stati Uniti | Louisville Gardens                      |
| 7 agosto 1978     | Kalamazoo        | Stati Uniti | Wings Stadium                           |
| 9 agosto 1978     | Cleveland        | Stati Uniti | Agora Theatre and Ballroom              |
| 10 agosto 1978    | Rochester        | Stati Uniti | Rochester Community War Memorial        |
| 12 agosto 1978    | Augusta          | Stati Uniti | Augusta Civic Center                    |
| 14 agosto 1978    | Hampton          | Stati Uniti | Hampton Coliseum                        |
| 15 agosto 1978    | Landover         | Stati Uniti | Capital Centre                          |
| 18 agosto 1978    | Filadelfia       | Stati Uniti | Spectrum                                |
| 19 agosto 1978    | Filadelfia       | Stati Uniti | Spectrum                                |
| 21 agosto 1978    | New York         | Stati Uniti | Madison Square Garden                   |
| 22 agosto 1978    | New York         | Stati Uniti | Madison Square Garden                   |
| 23 agosto 1978    | New York         | Stati Uniti | Madison Square Garden                   |
| 25 agosto 1978    | New Haven        | Stati Uniti | New Haven Veterans Memorial Coliseum    |
| 26 agosto 1978    | Providence       | Stati Uniti | Providence Civic Center                 |
| 28 agosto 1978    | Pittsburgh       | Stati Uniti | Stanley Theatre                         |
| 29 agosto 1978    | Pittsburgh       | Stati Uniti | Stanley Theatre                         |
| 30 agosto 1978    | Richfield        | Stati Uniti | Richfield Coliseum                      |
| 1 settembre 1978  | Detroit          | Stati Uniti | Masonic Temple Theatre                  |
| 3 settembre 1978  | Saginaw          | Stati Uniti | Saginaw Civic Center                    |
| 5 settembre 1978  | Columbus         | Stati Uniti | Veterans Memorial Auditorium            |
| 6 settembre 1978  | Chicago          | Stati Uniti | Uptown Theatre                          |
| 9 settembre 1978  | Notre Dame       | Stati Uniti | Athletic & Convocation Center           |
| 10 settembre 1978 | Cincinnati       | Stati Uniti | Riverfront Coliseum                     |
| 12 settembre 1978 | Syracuse         | Stati Uniti | Syracuse Memorial Auditorium            |
| 13 settembre 1978 | Springfield      | Stati Uniti | Springfield Civic Center                |
| 15 settembre 1978 | New York         | Stati Uniti | The Palladium                           |
| 16 settembre 1978 | New York         | Stati Uniti | The Palladium                           |
| 17 settembre 1978 | New York         | Stati Uniti | The Palladium                           |
| 19 settembre 1978 | Passaic          | Stati Uniti | Capitol Theatre                         |
| 20 settembre 1978 | Passaic          | Stati Uniti | Capitol Theatre                         |
| 21 settembre 1978 | Passaic          | Stati Uniti | Capitol Theatre                         |
| 25 settembre 1978 | Boston           | Stati Uniti | Boston Garden                           |
| 29 settembre 1978 | Birmingham       | Stati Uniti | Boutwell Memorial Auditorium            |
| 30 settembre 1978 | Atlanta          | Stati Uniti | Fox Theatre                             |
| 1 ottobre 1978    | Atlanta          | Stati Uniti | Fox Theatre                             |
| 1 novembre 1978   | Princeton        | Stati Uniti | Jadwin Gymnasium                        |
| 2 novembre 1978   | Landover         | Stati Uniti | Capital Centre                          |
| 4 novembre 1978   | Burlington       | Stati Uniti | Patrick Gym]                            |
| 5 novembre 1978   | Durham           | Stati Uniti | UNH Field House                         |
| 7 novembre 1978   | Ithaca           | Stati Uniti | Barton Hall                             |
| 8 novembre 1978   | Montréal         | Canada      | Forum de Montréal                       |
| 10 novembre 1978  | St. Bonaventure  | Stati Uniti | Reilly Center                           |
| 12 novembre 1978  | Troy             | Stati Uniti | RPI Field House                         |
| 14 novembre 1978  | Utica            | Stati Uniti | Utica Memorial Auditorium               |
| 16 novembre 1978  | Toronto          | Canada      | Maple Leaf Gardens                      |
| 17 novembre 1978  | East Lansing     | Stati Uniti | Munn Ice Arena                          |
| 18 novembre 1978  | Oxford           | Stati Uniti | Millett Hall                            |
| 20 novembre 1978  | Champaign        | Stati Uniti | Assembly Hall                           |
| 21 novembre 1978  | Evanston         | Stati Uniti | McGaw Hall                              |
| 25 novembre 1978  | Saint Louis      | Stati Uniti | Kiel Opera House                        |
| 27 novembre 1978  | Milwaukee        | Stati Uniti | MECCA Arena                             |
| 28 novembre 1978  | Madison          | Stati Uniti | Dane County Memorial Coliseum           |
| 29 novembre 1978  | St. Paul         | Stati Uniti | St. Paul Civic Center Arena             |
| 1 dicembre 1978   | Norman           | Stati Uniti | Lloyd Noble Center                      |
| 3 dicembre 1978   | Carbondale       | Stati Uniti | SIU Arena                               |
| 5 dicembre 1978   | Baton Rouge      | Stati Uniti | LSU Assembly Center                     |
| 7 dicembre 1978   | Austin           | Stati Uniti | Special Events Center                   |
| 8 dicembre 1978   | Houston          | Stati Uniti | The Summit                              |
| 9 dicembre 1978   | Dallas           | Stati Uniti | Dallas Convention Center Arena          |
| 13 dicembre 1978  | Tucson           | Stati Uniti | Tucson Community Center Arena           |
| 15 dicembre 1978  | San Francisco    | Stati Uniti | Winterland Ballroom                     |
| 16 dicembre 1978  | San Francisco    | Stati Uniti | Winterland Ballroom                     |
| 19 dicembre 1978  | Portland         | Stati Uniti | Paramount Theatre                       |
| 20 dicembre 1978  | Seattle          | Stati Uniti | Seattle Center Arena                    |
| 27 dicembre 1978  | Pittsburgh       | Stati Uniti | Stanley Theatre                         |
| 28 dicembre 1978  | Pittsburgh       | Stati Uniti | Stanley Theatre                         |
| 30 dicembre 1978  | Detroit          | Stati Uniti | Cobo Arena                              |
| 31 dicembre 1978  | Richfield        | Stati Uniti | Richfield Coliseum                      |
| 1 gennaio 1979    | Richfield        | Stati Uniti | Richfield Coliseum                      |

### Concerti cancellati o rinviati
- 12 luglio 1978, Dallas, Dallas Convention Center Arena: spostato al Dallas Convention Center Theater
- 22 luglio 1978, Birmingham, Boutwell Memorial Auditorium: rinviato al 29 settembre 1978
- 23 luglio 1978, Atlanta, Fox Theatre: rinviato al 30 settembre 1978
- 26 luglio 1978, Lakeland, Civic Center: cancellato
- 8 agosto 1978, Toronto, Ryerson Theatre: cancellato
- 11 dicembre 1978: Boulder, Macky Auditorium: cancellato
- 18 dicembre 1978, Portland, Paramount Theatre: rinviato al 19 dicembre 1978

## Formazione
- Bruce Springsteen – voce, chitarra e armonica a bocca
- E Street Band
  - Roy Bittan – pianoforte e cori
  - Clarence Clemons – sassofono, strumenti a percussione e cori
  - Danny Federici – organo elettronico, glockenspiel elettronico e fisarmonica
  - Garry Tallent – basso elettrico
  - Steven Van Zandt – chitarra e cori
  - Max Weinberg – batteria

## Scaletta
La scaletta tipica dei concerti aveva come nucleo centrale le canzoni del nuovo album Darkness on the Edge of Town e quelle del precedente Born to Run, anche se alcune canzoni dei suoi primi album erano momenti irrinunciabili della scaletta (come la conclusiva Rosalita). Sprinsteen propose diverse cover di artisti da lui amati in gioventù (soprattutto pezzi rock 'n' roll) oltre a diverse inedite canzoni scartate da Darkness. Secondo i dati forniti dal sito web specializzato setlist.fm, la seguente è stata la scaletta adottata con maggiore frequenza durante il Darkness Tour:
1. Badlands
2. Streets of Fire
3. Spirit in the Night
4. Darkness on the Edge of Town
5. The Promised Land
6. Prove It All Night
7. For You
8. Racing in the Street
9. Thunder Road
10. Jungleland
11. Paradise by the "C"
12. Fire
13. Candy's Room
14. Mona / She's the One
15. Growin' Up
16. Point Blank
17. Backstreets
18. Because the Night
19. Rosalita (Come Out Tonight)
20. Born to Run
21. Tenth Avenue Freeze-Out
22. Quarter to Three

### Canzoni originali
Greetings from Asbury Park, N.J.
- For You
- Growin' Up
- It's Hard to Be a Saint in the City
- Lost in the Flood
- Spirit in the Night

The Wild, the Innocent & the E Street Shuffle
- 4th of July, Asbury Park (Sandy)
- Incident on 57th Street
- Kitty's Back
- Rosalita (Come Out Tonight)

Born to Run
- Backstreets
- Born to Run
- Jungleland
- Meeting Across the River
- Night
- She's the One
- Tenth Avenue Freeze-Out
- Thunder Road

Darkness on the Edge of Town
- Adam Raised a Cain
- Badlands
- Candy's Room
- Darkness on the Edge of Town
- Factory
- The Promised Land
- Prove It All Night
- Racing in the Street
- Something in the Night
- Streets of Fire

Altre
- Because the Night
- Fire
- I Get Mad (medley con She's the One)
- Independence Day
- Paradise by the "C"
- Point Blank
- Preacher's Daughter (medley con She's the One)
- Ramrod
- Rendezvous
- Sad Eyes (bozza di Drive All Night, interludio in Backstreets)
- Sherry Darling
- The Fever
- The Promise
- The Ties That Bind

### Cover
- Around and Around (Chuck Berry)
- Auld Lang Syne (durante il concerto di Capodanno)
- Chimes of Freedom (Bob Dylan)
- Detroyt Medley (Mitch Ryder)
- Double Shot (Of My Baby's Love) (The Swingin' Medallions)
- Gloria (Van Morrison, medley con She's the One)
- Good Rockin' Tonight (Elvis Presley)
- Heartbreak Hotel (Elvis Presley)
- Hang Up My Rock And Roll Shoes (Chuck Wills)
- High School Confidential (Jerry Lee Lewis)
- Honky Tonk (Bill Doggett, James Brown)
- I Fought the Law (Bobby Fuller)
- (I Heard That) Lonesome Whistle (Hank Williams)
- It's Gonna Work Out Fine (Ike & Tina Turner)
- It's My Life (The Animals)
- Louie Louie (The Kingsmen)
- Lucille (Little Richard)
- Mona (Bo Diddley, medley con She's the One)
- Night Train (James Brown)
- Not Fade Away (Buddy Holly, medley con She's the One)
- Oh Boy! (Buddy Holly)
- Pretty Flamingo (Manfred Mann)
- Raise Your Hand
- Rave On (Buddy Holly)
- Ready Teddy (Little Richard)
- Quarter to Three (Gary U.S. Bonds)
- Sea Cruise (Frankie Ford)
- Santa Claus Is Coming to Town
- Summertime Blues (Eddie Cochran)
- Sweet Little Sixteen (Chuck Berry)
- You Can't Sit Down (The Dovells)
- The Last Time (Rolling Stones)
- Twist and Shout (The Isley Brothers)
- Citazioni all'interno di Rosalita (Come Out Tonight)
  - Come a Little Bit Closer (Jay and the Americans)
  - Let's Twist Again (Chubby Checker)
  - Macho Man (Village People)
  - Mickey's Monkey (The Miracles)
  - Hernando's Hideaway

## Trasmissioni radio e discografia

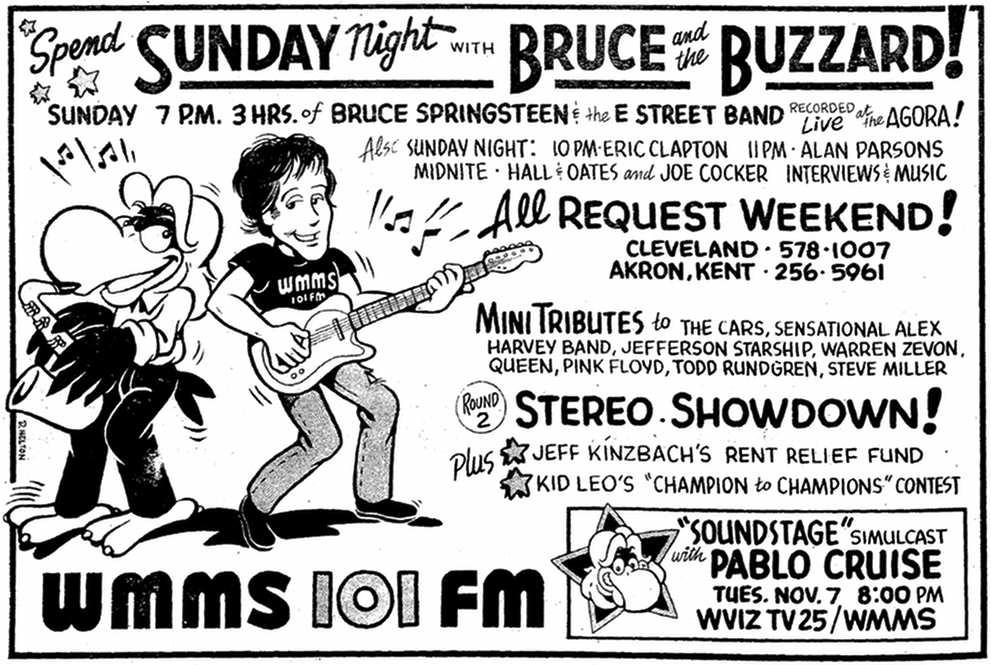
Pubblicità della radio WMMS sul quotidiano The Plain Dealer di Cleveland che annuncia la trasmissione della registrazione del 9 agosto 1978 del concerto all'Agora.

Alcuni concerti della tournée furono registrati professionalmente a cura del tecnico del suono Jimmy Iovine per essere trasmessi dalle stazioni radio FM statunitensi. Il concerto al Roxy Theatre di West Hollywood del 7 luglio fu diffuso dall'emittente KMET di Los Angeles, mentre quello all'Agora di Cleveland dalla radio cittadina WMMS e da diverse emittenti del Midwest. L'esibizione del 19 settembre a Passaic nel New Jersey fu trasmessa dalla WNEW-FM di New York e da diverse stazioni radio della Costa Est e, insieme alle due esibizioni successive nello stesso luogo, fu ripreso in video mediante l'impianto fisso di telecamere in bianco e nero del Capitol Theatre. Il concerto a Atlanta del 30 settembre fu trasmesso simultanemante da diverse emittenti del Sud Est degli Stati Uniti, mentre quello al Winterland Ballroom del 15 dicembre dalla KSAN di San Francisco. Questi cinque concerti in particolare divennero tra i più famosi di Springsteen e, dopo essere stati ritrasmessi più volte in replica nel corso degli anni, fornirono il materiale per la realizzazione di un gran numero di bootleg molto diffusi tra gli appassionati. In particolare Live in the Promised Land (conosciuto anche come The Winterland Night), con il concerto di San Francisco del 15 dicembre, è considerato il disco pirata "per eccellenza" e, dopo innumerevoli ristampe su vinile e su CD, avrebbe venduto circa 100 000 copie.
Otto brani registrati al Roxy e uno durante la seconda serata a San Francisco il 16 dicembre furono inclusi nel primo album dal vivo di Springsteen, Live/1975-85 del 1986.
Un video promozionale, il primo per Springsteen, ripreso durante l'esecuzione di Rosalita nel concerto a Phoenix dell'8 luglio, fu diffuso all'inizio degli anni ottanta dagli allora nascenti canali televisivi musicali. Fu poi incluso nella prima raccolta di videoclip del cantautore e, insieme ad altri filmati dello stesso concerto, in uno dei DVD contenuti nell'edizione speciale di Darkness on the Edge of Town pubblicata nel 2010. Lo stesso cofanetto contiene anche il filmato dell'intero concerto tenuto a Houston l'8 dicembre, il primo del Darkness Tour reso disponibile integralmente attraverso i canali ufficiali.
Nel 2014 la registrazione restaurata digitalmente del concerto dell'Agora di Cleveland fu reso disponibile per il download attraverso il sito ufficiale di Springsteen nei formati MP3, lossless con qualità CD-Audio e in alta definizione a 24 bit/192 kHz oppure come tradizionali album in formato CD. Negli anni successivi sullo stesso canale di vendita sono stati resi disponibili altri concerti della tournée, tra i quali quello del Roxy Theatre, quelli di Passaic del 19 e del 20 settembre, quello di Huston già pubblicato in video,  quelli di San Francisco del 15 e 16 dicembre e quello di Atlanta del 30 settembre.
- 1986 – Bruce Springsteen & the E Street Band, Live/1975-85, LP (x5), Columbia Records C5X 40558, contiene 8 canzoni registrate al Roxy Theatre di West Hollywood il 7 luglio e una registrata al Winterland Ballroom di San Francisco il 16 dicembre
- 1987 – Bruce Springsteen & the E Street Band, Live Collection, EP, Columbia Records 20AP 3326, Giappone, contiene due brani registrati al Roxy Theatre di West Hollywood il 7 luglio e una registrata al Winterland Ballroom di San Francisco il 16 dicembre
- 1989 – Bruce Springsteen, Video Anthology/1978-88, VHS, Columbia Music Video 49010-2, contiene il video di Rosalita registrato al Veterans Memorial Coliseum di Phoenix l'8 luglio
- 2010 – Bruce Springsteen & the E Street Band, Thrill Hill Vault Houston '78 Bootleg: House Cut, DVD, Columbia Records Sony Music 88697765252, contiene il video del concerto al The Summit di Houston dell'8 dicembre, parte del cofanetto antologico The Promise: The Darkness on the Edge of Town Story
- 2010 – Bruce Springsteen & the E Street Band, Thrill Hill Vault 1976-1978, DVD, Columbia Records Sony Music 88697765252, contiene il video di 5 canzoni registrate al Veterans Memorial Coliseum di Phoenix l'8 luglio, parte del cofanetto antologico The Promise: The Darkness on the Edge of Town Story
- 2014 – Bruce Springsteen & the E Street Band, The Agora, Cleveland 1978, download digitale, live.brucespringsteen.net, registrato all'Agora Theatre and Ballroom di Cleveland il 9 agosto
- 2017 – Bruce Springsteen & the E Street Band, The Summit, Houston, TX December 8, 1978, download digitale, live.brucespringsteen.net, registrato al The Summit di Houston l'8 dicembre
- 2017 – Bruce Springsteen & the E Street Band, Capitol Theatre, Passaic, NJ, September 20, 1978, download digitale, live.brucespringsteen.net, registrato al Capitol Theatre di Passaic il 20 settembre
- 2018 – Bruce Springsteen & the E Street Band, The Roxy, July 7, 1978, download digitale, live.brucespringsteen.net, registrato al Roxy Theatre di West Hollywood il 7 luglio
- 2019 – Bruce Springsteen & the E Street Band, Capitol Theatre, Passaic, NJ, September 19, 1978, download digitale, live.brucespringsteen.net, registrato al Capitol Theatre di Passaic il 19 settembre
- 2019 – Bruce Springsteen & the E Street Band, Winterland 12/15/78, download digitale, live.brucespringsteen.net, registrato al Winterlan Ballroom di San Francisco il 15 dicembre
- 2019 – Bruce Springsteen & the E Street Band, Winterland 12/16/78, download digitale, live.brucespringsteen.net, registrato al Winterlan Ballroom di San Francisco il 16 dicembre
- 2020 – Bruce Springsteen & the E Street Band, September 30, 1978, download digitale, live.brucespringsteen.net, registrato al Fox Theatre di Atlanta il 30 settembre
- 2020 – Bruce Springsteen & the E Street Band, Darkness on the Edge of Town Tour 1978 Vol. 1, CD (x24), nugs.net, cofanetto in edizione limitata disponibile anche in download digitale